# 斯洛瓦茨科足球俱樂部
斯洛瓦茨科足球俱樂部（1. FC Slovácko）是捷克的一家足球俱樂部。主場位於烏赫爾堡。球隊參加捷克足球甲級聯賽的賽事。

## 外部連結
- Official website （页面存档备份，存于） （捷克文）